# Pterolophia henri-renaudi
Pterolophia henri-renaudi là một loài bọ cánh cứng trong họ Cerambycidae.